# Campionati mondiali di taekwondo 2007
I Campionati mondiali di taekwondo 2007 sono stati la 18ª edizione dei campionati mondiali di taekwondo, organizzati dalla World Taekwondo Federation, e si sono svolti a Pechino, in Cina, dal 18 al 22 maggio 2007.

## Medagliati

### Maschile
| Specialità | Oro                        | Argento                          | Bronzo                                                      |
| -54 kg     | Choi Yeon-Ho Corea del Sud | Chutchawal Khawlaor Thailandia   | Aslan Batikulov Kazakistan / Rodolfo Osornio Messico        |
| 58 kg      | Juan Antonio Ramos Spagna  | Guillermo Pérez Sandoval Messico | Tamer Bayumi Egitto / Lee Sun-Jae Corea del Sud             |
| 62 kg      | Filip Grgić Croazia        | Nacha Punthong Thailandia        | Marcel Ferreira Brasile / Rafik Zohri Paesi Bassi           |
| 67 kg      | Gessler Viera Cuba         | Omid Gholam Zadeh Asl Iran       | Dennis Bekkers Paesi Bassi / Song Myeong-Seob Corea del Sud |
| 72 kg      | Sung Yuchi Taiwan          | Nesar Ahmad Bahavee Afghanistan  | Hadi Saed Boneh Kohal Iran / Tommy Mollet Paesi Bassi       |
| 78 kg      | Steven López Stati Uniti   | Jang Chang-Ha Corea del Sud      | Sébastien Michaud Canada / Balars Tóth Ungheria             |
| 84 kg      | Bahri Tanrıkulu Turchia    | Tavakgül Bayramov Azerbaigian    | Arman Chilmanov Kazakistan / Park Min-Soo Corea del Sud     |
| +84 kg     | Daba Modibo Keita Mali     | Morteza Rostami Iran             | Nam Yun-Bae Corea del Sud / Abdelkader Zrouri Marocco       |

### Femminile
| Specialità | Oro                            | Argento                         | Bronzo                                                          |
| -47 kg     | Wu Jingyu Cina                 | Yaowapa Boorapolchai Thailandia | Charlotte Craig Stati Uniti / Yang Sunchun Taiwan               |
| 51 kg      | Brigitte Yagüe Spagna          | Ana Zaninović Croazia           | Yajaira Peguero Rep. Dominicana / Nazgul Tazhigulova Kazakistan |
| 55 kg      | Jung Jin-Hee Corea del Sud     | Tseng Yihsuan Taiwan            | Andrea Rica Spagna / Yaimara Rosario Cuba                       |
| 59 kg      | Lee Sung-Hye Corea del Sud     | Hamide Bıkçın Turchia           | Watcharaporn Dongnoi Thailandia / Diana López Stati Uniti       |
| 63 kg      | Karine Sergerie Canada         | Park Hye-Mi Corea del Sud       | Nia Abdallah Stati Uniti / Mona Solheim Norvegia                |
| 67 kg      | Hwang Kyung-Seon Corea del Sud | Gwladys Épangue Francia         | Helena Fromm Germania / Sandra Šarić Croazia                    |
| 72 kg      | María Espinoza Messico         | Lee In-Jong Corea del Sud       | Luo Wei Cina / Natalia Silva Brasile                            |
| +72 kg     | Chen Zhong Cina                | Han Jin-Sun Corea del Sud       | Daniela Castrignanò Italia / Liu Riu Taiwan                     |

## Medagliere
| Posizione | Paese           | Oro | Argento | Bronzo | Totale |
| --------- | --------------- | --- | ------- | ------ | ------ |
| 1         | Corea del Sud   | 4   | 4       | 4      | 12     |
| 2         | Cina            | 2   | 0       | 1      | 3      |
| 2         | Spagna          | 2   | 0       | 1      | 3      |
| 4         | Taiwan          | 1   | 1       | 2      | 4      |
| 5         | Croazia         | 1   | 1       | 1      | 3      |
| 5         | Messico         | 1   | 1       | 1      | 3      |
| 7         | Turchia         | 1   | 1       | 0      | 2      |
| 8         | Stati Uniti     | 1   | 0       | 3      | 4      |
| 9         | Canada          | 1   | 0       | 1      | 2      |
| 9         | Cuba            | 1   | 0       | 1      | 2      |
| 11        | Mali            | 1   | 0       | 0      | 1      |
| 12        | Thailandia      | 0   | 3       | 1      | 4      |
| 13        | Iran            | 0   | 2       | 1      | 3      |
| 14        | Afghanistan     | 0   | 1       | 0      | 1      |
| 14        | Azerbaigian     | 0   | 1       | 0      | 1      |
| 14        | Francia         | 0   | 1       | 0      | 1      |
| 17        | Kazakistan      | 0   | 0       | 3      | 3      |
| 17        | Paesi Bassi     | 0   | 0       | 3      | 3      |
| 19        | Brasile         | 0   | 0       | 2      | 2      |
| 20        | Germania        | 0   | 0       | 1      | 1      |
| 20        | Egitto          | 0   | 0       | 1      | 1      |
| 20        | Ungheria        | 0   | 0       | 1      | 1      |
| 20        | Italia          | 0   | 0       | 1      | 1      |
| 20        | Marocco         | 0   | 0       | 1      | 1      |
| 20        | Norvegia        | 0   | 0       | 1      | 1      |
| 20        | Rep. Dominicana | 0   | 0       | 1      | 1      |
|           | TOTALE          | 16  | 16      | 32     | 64     |